# 雪城星辰 (國家聯盟)
雪城星辰（英語：Syracuse Stars）是一支19世紀的美國職棒球隊。球隊主場位於紐約雪城的紐威爾球場。這支球隊跟1890年加入美國協會的雪城星辰隊不一樣。
星辰隊在1877年建立，隔年加入了國際協會，並拿下該聯盟的第二名，僅次於水牛城野牛。隨後這兩支球隊都在隔年跳槽加入國家聯盟，此舉也大大傷害了國際協會，在兩年內加速了這個組織的解散。
1879年，星辰隊在國聯的第一年並不順遂。整年的戰績只有22勝48敗，而且更慘的是球隊還沒有撐完一個賽季，便在9月10日宣告解散。當時國聯總共8支球隊，星辰隊排名第七。第8名的特洛伊木馬跟星辰隊一樣，都在球季中宣告解散。
星辰隊在這年一共換了三任總教練，第一任總教練麥克·道爾根執教了43場比賽；第二任總教練比爾·霍伯特只有短暫執教一場比賽；第三任總教練吉米·馬庫亞執教了26場比賽，並待到球隊解散為止。
球隊的平均打擊率為2成27，其中一壘手傑克·法瑞爾的打擊率更是高達3成03。

## 外部連結
- Baseball Reference Team Index for the 1879 Stars （页面存档备份，存于）